# Alpes Bergamo
Alpes Bergamo (tiếng Ý: Prealpi Orobie) là một rặng núi thuộc rặng Alpes orientales centrales, nằm ở miền bắc vùng Lombardia (Ý). Rặng núi này được đặt theo tên thành phố Bergamo, ở phía nam rặng này.
Rặng Alpes Bergamo trải dài giữa hồ Como và hồ Iseo, và chia cách với rặng Bregaglia cùng dãy núi Bernina ở phía bắc bởi thung lũng sông Adda River (Valtellina); chia cách với rặng Ortles-Cevedale ở phía đông bắc bởi đèo Aprica; chia cách với nhóm núi Adamello-Presanella ở phía đông bởi thung lũng Oglio (Val Camonica).

## Các ngọn núi chính
| Ngọn                  | Độ cao | Độ cao |
| Ngọn                  | (m)    | (ft)   |
| --------------------- | ------ | ------ |
| Pizzo di Coca         | 3,052  | 10,014 |
| Pizzo di Scais        | 3,040  | 9,974  |
| Pizzo di Redorta      | 3,037  | 9,964  |
| Pizzo del Diavolo     | 2,915  | 9,564  |
| Pizzo Recastello      | 2,888  | 9,475  |
| Monte Gleno           | 2,883  | 9,459  |
| Monte Tornello        | 2,688  | 8,819  |
| Corno Stella          | 2,620  | 8,596  |
| Monte Legnone         | 2,610  | 8,563  |
| Pizzo dei Tre Signori | 2,554  | 8,380  |
| Monte Toro            | 2,524  | 8,281  |
| Pizzo Arera           | 2,512  | 8,241  |
| Pizzo di Presolana    | 2,511  | 8,239  |
| Pizzo Camino          | 2,492  | 8,224  |
| Grigna                | 2,410  | 7,907  |
| Monte Resegone        | 1,876  | 6,155  |

## Các đèo chính
| Đèo                                 | Vị trí                     | Loại          | Độ cao (m/ft) | Độ cao (m/ft) |
| ----------------------------------- | -------------------------- | ------------- | ------------- | ------------- |
| Passo di Val Morta hoặc del Diavolo | Valle Seriana tới Sondrio  | đường đi bộ   | 2,601         | 8,534         |
| Passo di Venina                     | Valle Brembana tới Sondrio | đường đi bộ   | 2,433         | 7,983         |
| Passo del Serio                     | Valle Seriana tới Sondrio  | đường đi bộ   | 2,419         | 7937          |
| Passo del Venerocolo                | Val di Scalve tới Aprica   | đường xe ngựa | 2,315         | 7,595         |
| Passo di Dordona                    | Valle Brembana tới Sondrio | đường đi bộ   | 2,080         | 6,824         |
| Passo di San Marco                  | Bergamo tới Morbegno       | đường xe      | 1,985         | 6,513         |
| Passo del Vivione                   | Val di Scalve tới Edolo    | đường xe      | 1,819         | 5,968         |
| Passo della Presolana               | Clusone tới Val di Scalve  | đường xe      | 1,286         | 4,219         |
| Aprica Pass                         | Edolo tới Sondrio          | đường xe      | 1,181         | 3,875         |

## Các trạm thể thao mùa đông
- Albino
- Aprica
- Ardesio
- Aviatico
- Barzio
- Borno
- Carona
- Castione della Presolana
- Colere
- Foppolo
- Gerola Alta
- Gromo
- Lecco
- Margno
- Moggio
- Oltre il Colle
- Piazzatorre
- Schilpario
- Selvino
- Valbondione
- Valtorta